# A Fallen Temple
A Fallen Temple è il quarto album studio della band Greca death metal Septicflesh. È stato pubblicate il 9 marzo 1998.
Questo risulta l'ultimo album in studio della band con una batteria programmata.

## Tracce
1. "Brotherhood of the Fallen Knights" - 5:12
2. "The Eldest Cosmonaut" - 6:36
3. "Marble Smiling Face" - 4:28
4. "Underworld - Act 1" - 7:50
5. "Temple of the Lost Race" - 4:37
6. "The Crypt" - 4:18
7. "Setting of the Two Suns" - 3:50
8. "Erebus" - 3:20
9. "Underworld - Act 2" - 8:53
10. "The Eldest Cosmonaut (Dark Version)" - 5:33

## Formazione
- Spiros - basso, voce
- Sotiris - chitarra, voce
- Christos - chitarra